# 압축 뮤온 솔레노이드

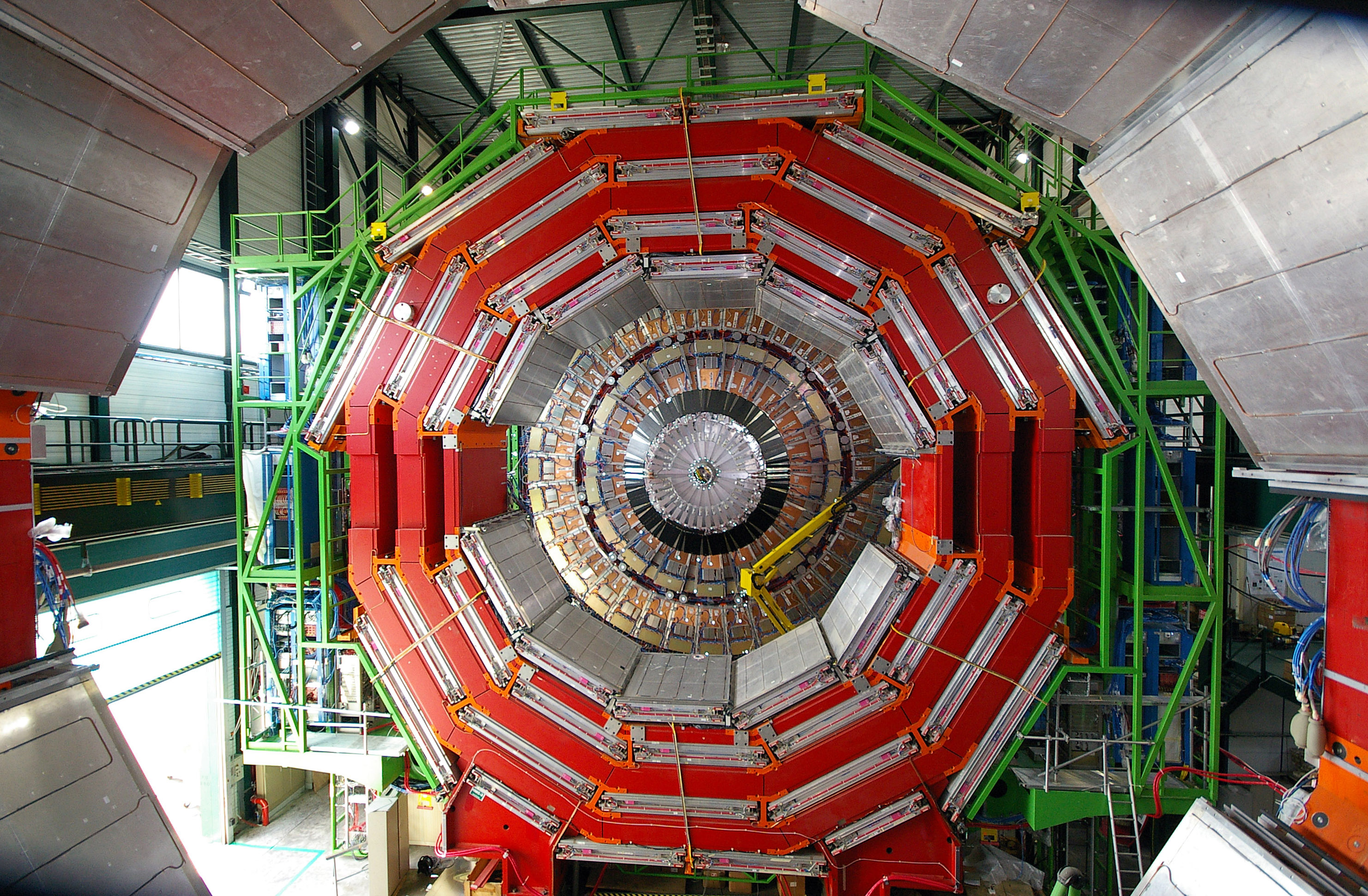
CMS 종단면과 배럴 부분을 통한 모습. 오른쪽 아래의 사다리는 크기를 짐작케 한다.

압축 뮤온 솔레노이드(영어: Compact Muon Solenoid, CMS) 실험은 스위스와 프랑스의 유럽 입자 물리 연구소(CERN)의 대형 강입자 충돌기(LHC)에 설치된 두 개의 대형 다목적 입자물리학 입자 검출기 중 하나이다. CMS 실험의 목표는 힉스 보손, 여분 차원, 암흑물질을 구성할 수 있는 입자의 탐색을 포함하여 광범위한 물리학을 연구하는 것이다.
CMS는 길이가 21 미터, 지름이 15 미터이며, 무게는 약 14,000 톤이다. 206개의 과학 연구소와 47개국을 대표하는 4,000명 이상의 사람들이 CMS 협력을 구성하여 검출기를 건설하고 현재 운영하고 있다. 이 장치는 프랑스 세시의 동굴에 위치해 있으며, 스위스 제네바 국경 바로 건너편에 있다. 2012년 7월, ATLAS와 함께 CMS는 힉스 보손을 잠정적으로 발견했다.
2013년 3월까지 그 존재가 확인되었다.
고티에 아멜 드 몽슈노는 2024년부터 CMS 협력의 대변인이다.

## 배경
현재 해체된 대형 전자-양전자 충돌기와 새로 개조된 CERN의 대형 강입자 충돌기(LHC)와 같은 최근의 충돌기 실험, 그리고 (2011년 10월 기준) 최근 폐쇄된 페르미 국립 가속기 연구소의 테바트론은 입자 물리학의 표준 모형에 대한 놀라운 통찰력과 정밀한 테스트를 제공했다. 이러한 실험(특히 LHC)의 주요 성과는 힉스 메커니즘에서 비롯된 입자로서 기본 입자의 질량을 설명하는 힉스 보손과 일치하는 입자를 발견한 것이다.
그러나 미래의 충돌기 실험에서 답해야 할 많은 질문들이 남아 있다. 여기에는 고에너지에서 표준 모형의 수학적 동작에 대한 불확실성, 제안된 암흑물질 이론(초대칭 포함) 테스트, 그리고 우주에서 관찰되는 물질과 반물질의 불균형에 대한 이유 등이 포함된다.

## 물리학 목표
이 실험의 주요 목표는 다음과 같다.
- TeV 스케일의 물리학 탐구

Panorama of CMS 검출기, 지하 100m 아래.

- CMS와 ATLAS가 이미 발견한 힉스 보손의 특성 추가 연구
- 초대칭 또는 여분 차원과 같은 표준 모형을 넘어선 물리학 증거 탐색
- 중이온 충돌의 측면 연구.

LHC 링의 다른 쪽에 있는 ATLAS 실험은 비슷한 목표를 염두에 두고 설계되었으며, 두 실험은 도달 범위를 확장하고 발견을 입증하기 위해 서로를 보완하도록 설계되었다. CMS와 ATLAS는 목표를 달성하기 위해 검출기 자석 시스템의 다른 기술 솔루션과 설계를 사용한다.

## 검출기 요약
CMS는 LHC 입자 가속기의 질량 중심 에너지인 0.9–13.6 TeV에서 양성자 충돌의 여러 측면을 연구할 수 있도록 범용 검출기로 설계되었다.
CMS 검출기는 거대한 솔레노이드 자석을 중심으로 구축된다. 이는 지구 자기장의 약 100,000배에 달하는 4 테슬라의 자기장을 생성하는 원통형 초전도 케이블 코일 형태이다. 자기장은 검출기 무게의 대부분을 차지하는 12,500 톤의 강철 '요크'에 의해 제한된다. CMS 검출기의 특이한 점은 LHC 실험의 다른 거대한 검출기처럼 지하에 현장에서 구축되지 않고, 지상에서 건설된 후 15개의 섹션으로 지하로 내려져 재조립되었다는 것이다.
이것은 광자, 전자, 뮤온 및 충돌의 다른 생성물의 에너지와 운동량을 측정하도록 설계된 하위 시스템을 포함한다. 가장 안쪽 층은 실리콘 기반 트래커이다. 이를 둘러싸는 것은 텅스텐산납 섬광 결정 열량계이며, 이는 그 자체로 강입자를 위한 샘플링 열량계로 둘러싸여 있다. 트래커와 열량계는 CMS 솔레노이드 내부에 들어갈 만큼 충분히 작고, 3.8 T의 강력한 자기장을 생성한다. 자석 외부에는 대형 뮤온 검출기가 있으며, 이는 자석의 되돌이 요크 내부에 있다.

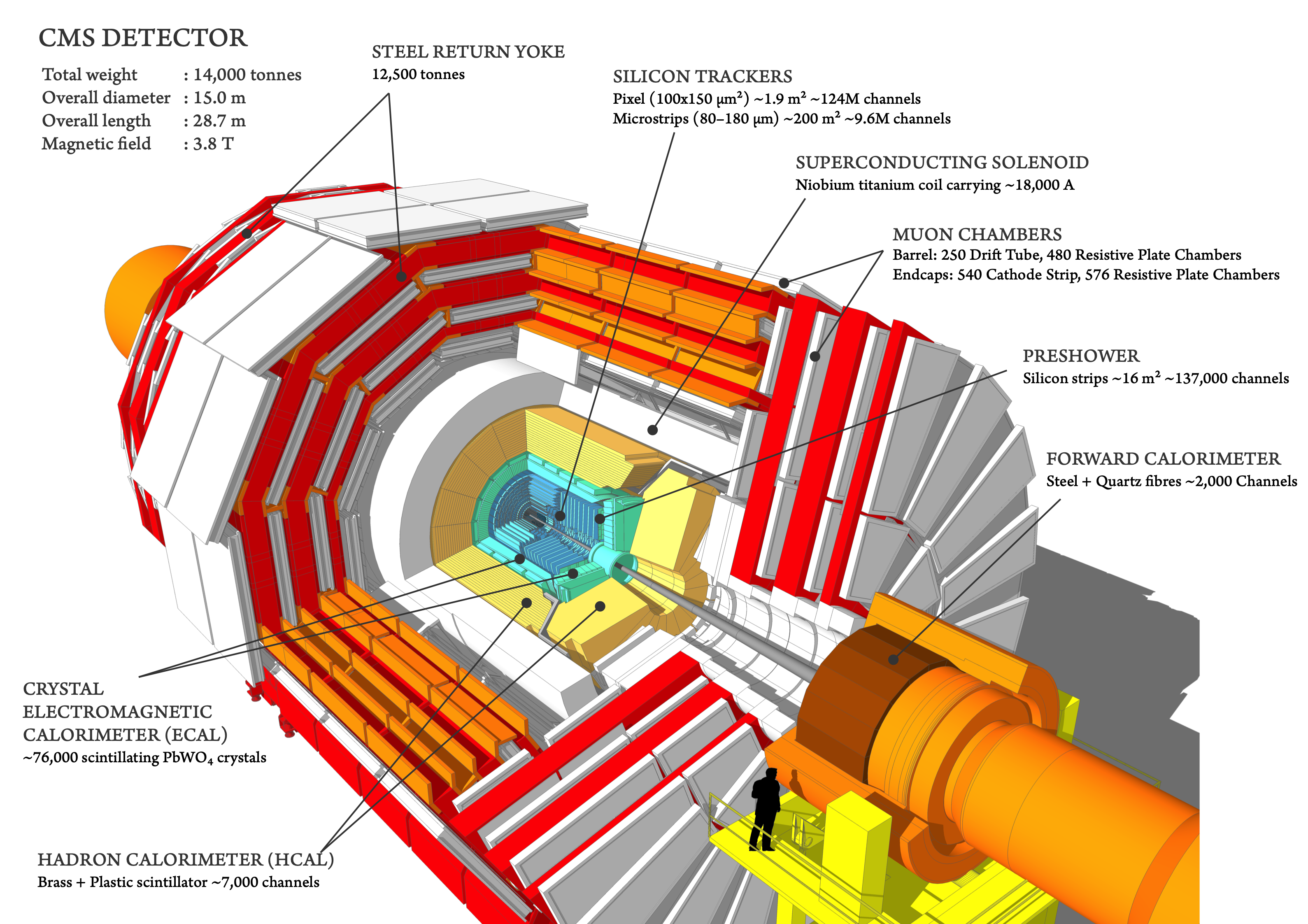
CMS 검출기의 단면도

## 층별 CMS
CMS 검출기에 대한 자세한 기술 정보는 기술 설계 보고서를 참조하라.

### 상호작용 지점
이것은 검출기 중앙의 지점으로, LHC의 두 역회전 빔 사이에서 양성자-양성자 충돌이 일어나는 곳이다. 검출기 자석의 각 끝에서 빔은 상호작용 지점으로 집중된다. 충돌 시 각 빔의 반지름은 17 μm이고 빔 사이의 교차 각도는 285 μrad이다.
완전 설계 광도에서 두 LHC 빔 각각은 2,808개의 묶음을 포함하며, 각 묶음에는 1.15×1011개의 양성자가 들어 있다. 교차 간격은 25 ns이지만, 주입기 자석이 활성화되고 비활성화됨에 따라 빔에 간격이 생겨 초당 충돌 횟수는 3,160만 번에 불과하다.
최대 광도에서 각 충돌은 평균 20개의 양성자-양성자 상호작용을 생성한다. 충돌은 8 TeV의 질량 중심 에너지에서 발생한다. 그러나 약전자기 규모의 물리학 연구의 경우, 산란 이벤트는 각 양성자에서 단일 쿼크 또는 글루온에 의해 시작되므로, 각 충돌에 관련된 실제 에너지는 총 질량 중심 에너지가 이러한 쿼크 및 글루온에 의해 공유되므로 더 낮아진다(파톤 분포 함수에 의해 결정됨).
2008년 9월에 진행된 첫 번째 테스트는 10 TeV의 낮은 충돌 에너지에서 작동할 것으로 예상되었지만, 2008년 9월 19일의 가동 중단으로 인해 불가능했다. 이 목표 수준에 도달하면 LHC는 각 빔의 양성자 다발 수가 적고 다발당 양성자 수도 적기 때문에 광도가 상당히 감소할 것이다. 그러나 감소된 다발 주파수는 다발이 실험용 빔 파이프에서 2차 충돌을 방지할 만큼 충분히 떨어져 있으므로 교차 각도를 0으로 줄일 수 있게 한다.

### 층 1 – 트래커
입자의 운동량은 충돌의 중심에서 사건을 파악하는 데 결정적인 역할을 한다. 입자의 운동량을 계산하는 한 가지 방법은 자기장을 통과하는 입자의 경로를 추적하는 것이다. 경로가 더 많이 구부러질수록 입자의 운동량은 더 적었다. CMS 트래커는 여러 핵심 지점에서 하전 입자의 위치를 찾아 그 경로를 기록한다.
트래커는 고에너지 뮤온, 전자, 강입자(쿼크로 구성된 입자)의 경로를 재구성할 수 있으며, 물질과 반물질의 차이를 연구하는 데 사용될 뷰티 쿼크 또는 "b 쿼크"와 같이 수명이 매우 짧은 입자의 붕괴에서 나오는 궤적도 볼 수 있다.
트래커는 입자 경로를 정확하게 기록해야 하지만, 입자를 가능한 한 적게 방해하도록 가벼워야 한다. 이를 위해 몇 개의 측정 지점만으로도 궤적을 안정적으로 재구성할 수 있을 정도로 정확한 위치 측정을 수행한다. 각 측정은 사람 머리카락 두께의 일부에 해당하는 10 μm의 정확도를 가진다. 또한 검출기의 가장 안쪽 층이며 가장 많은 입자가 통과하므로, 건설 재료는 방사선에 저항하도록 신중하게 선택되었다.
CMS 트래커는 전적으로 실리콘으로 만들어졌다. 검출기의 가장 핵심에 위치하며 가장 높은 강도의 입자를 처리하는 픽셀과, 이를 둘러싸는 실리콘 마이크로스트립 검출기로 구성된다. 입자가 트래커를 통과하면 픽셀과 마이크로스트립은 미세한 전기 신호를 생성하며, 이 신호는 증폭되어 감지된다. 트래커는 테니스 코트 크기만한 면적의 센서를 사용하며, 7,500만 개의 개별 전자 판독 채널을 가진다. 픽셀 검출기에서는 제곱 센티미터당 약 6,000개의 연결이 있다.
CMS 실리콘 트래커는 중앙 영역에 14층, 최종단에 15층으로 구성된다. 가장 안쪽의 4층(반경 16cm까지)은 100 × 150 μm 픽셀로 구성되며, 총 1억 2천 4백만 개의 픽셀이 있다. 픽셀 검출기는 2017년 CMS 1단계 업그레이드의 일환으로 업그레이드되었으며, 배럴과 최종단에 추가 층이 추가되었고, 가장 안쪽 층은 빔라인에 1.5 cm 더 가깝게 이동했다.
다음 네 개의 층(반경 55 cm까지)은 10 cm × 180 μm 실리콘 스트립으로 구성되며, 그 뒤를 이어 반지름 1.1 m까지 25 cm × 180 μm 스트립의 나머지 여섯 개의 층이 이어진다. 총 960만 개의 스트립 채널이 있다.
완전한 광도 충돌 시 이벤트당 픽셀층의 점유율은 0.1%, 스트립층은 1–2%로 예상된다. 예상되는 HL-LHC 업그레이드는 과밀도 시 트랙 찾기 효율성을 크게 감소시킬 정도로 상호작용 수를 증가시킬 것이다. 트래커의 성능과 방사선 내성을 향상시키기 위한 업그레이드가 계획되어 있다.
이 검출기 부분은 세계에서 가장 큰 실리콘 검출기이다. 205 m2의 실리콘 센서(대략 테니스 코트 면적)를 가지며, 930만 개의 마이크로스트립 센서에 7,600만 개의 채널을 포함한다.

### 층 2 – 전자기 열량계
전자기 열량계(ECAL)는 전자와 광자의 에너지를 높은 정확도로 측정하도록 설계되었다.
ECAL은 텅스텐산납, PbWO4 결정으로 구성된다. 이것은 고에너지 입자를 멈추는 데 이상적인 매우 밀도가 높지만 광학적으로 투명한 물질이다. 텅스텐산납 결정은 주로 금속으로 만들어졌으며 스테인리스강보다 무겁지만, 이 결정 형태에서는 약간의 산소로 인해 투명도가 높고 전자와 광자가 통과할 때 섬광한다. 이것은 입자의 에너지에 비례하여 빛을 생성한다는 것을 의미한다. 이러한 고밀도 결정은 빠르고 짧으며 잘 정의된 광자 폭발로 빛을 생성하여 정밀하고 빠르며 상당히 컴팩트한 검출기를 가능하게 한다. 방사선 길이는 χ0 = 0.89 cm이며, 빛 발생 속도가 빨라 광량의 80%가 하나의 통과 시간(25 ns) 내에 발생한다. 그러나 입사 에너지 MeV당 30개의 광자라는 비교적 낮은 광량으로 균형을 이룬다. 사용된 결정은 전면 크기가 22 mm × 22 mm이고 깊이가 230 mm이다. 이들은 광학적으로 격리시키기 위해 탄소 섬유 매트릭스에 고정되어 있으며, 판독을 위해 실리콘 아발란체 광다이오드로 뒷받침된다.
ECAL은 배럴 섹션과 두 개의 "끝덮개"로 구성되어 트래커와 HCAL 사이에 층을 이룬다. 원통형 "배럴"은 61,200개의 결정으로 구성되며, 각각 약 3톤의 무게와 1,700개의 결정을 포함하는 36개의 "슈퍼모듈"로 이루어져 있다. 평평한 ECAL 끝덮개는 양쪽 끝에서 배럴을 밀봉하며, 거의 15,000개의 추가 결정으로 이루어져 있다.
추가적인 공간 정밀도를 위해 ECAL에는 끝덮개 앞에 위치한 사전 샤워 검출기도 포함되어 있다. 이를 통해 CMS는 단일 고에너지 광자(종종 흥미로운 물리학의 신호)와 덜 흥미로운 저에너지 광자 쌍을 구별할 수 있다.
끝덮개에서는 ECAL 내부 표면이 사전 샤워 서브검출기로 덮여 있으며, 이는 두 층의 납과 두 층의 실리콘 스트립 검출기가 번갈아 놓여 있다. 그 목적은 파이온-광자 구별을 돕는 것이다.

### 층 3 – 강입자 열량계

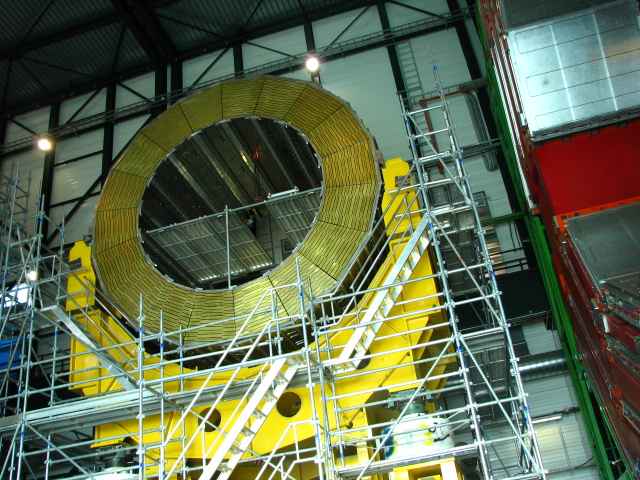
하드론 칼로리미터의 절반

강입자 열량계(HCAL)는 강입자, 즉 쿼크와 글루온으로 구성된 입자(예: 양성자, 중성자, 파이온, 케이온)의 에너지를 측정한다. 또한, 상호작용하지 않는 비전하 입자(예: 중성미자)의 존재를 간접적으로 측정한다.
HCAL은 밀도 높은 물질(황동 또는 강철) 층과 플라스틱 섬광체 타일이 번갈아 배열된 형태로 구성되며, 파장 변환 섬유를 통해 하이브리드 광다이오드로 판독된다. 이러한 조합은 자석 코일 내부에 최대량의 흡수 물질을 허용하도록 결정되었다.
높은 가속도 영역 {\displaystyle \scriptstyle (3.0\;<\;|\eta |\;<\;5.0)}은 Hadronic Forward (HF) 검출기로 구성된다. 상호작용 지점으로부터 양쪽으로 11m 떨어져 위치하며, 강철 흡수체와 석영 섬유를 판독에 사용하는 약간 다른 기술을 사용하여 혼잡한 전방 영역에서 입자 분리를 더 잘 할 수 있도록 설계되었다.
HF는 또한 CMS에서 상대적인 온라인 광도 시스템을 측정하는 데 사용된다.
HCAL의 최종 캡에 사용된 황동의 약 절반은 한때 러시아 포탄이었다.

### 층 4 – 자석
CMS 자석은 실험이 구축된 중심 장치로, 지구 자기장보다 10만 배 강한 4 테슬라의 자기장을 가진다. CMS는 대형 솔레노이드 자석을 가지고 있다. 이것은 자기장에서 입자가 따르는 곡선 궤적으로부터 입자의 전하/질량 비율을 결정할 수 있게 한다. 길이는 13 m, 지름은 6 m이며, 냉장된 초전도 니오븀-티타늄 코일은 원래 4 T 자기장을 생성하도록 설계되었다. 수명을 최대화하기 위해 작동 자기장은 전체 설계 강도 대신 3.8 T로 축소되었다.
자석의 인덕턴스는 14 H이며, 4 T의 공칭 전류는 19,500 A이므로, 총 저장 에너지는 2.66 GJ로, 약 0.5톤의 TNT에 해당한다. 자석이 퀜치될 경우 이 에너지를 안전하게 소산시키기 위한 방전 회로가 있다. 회로 저항(주로 전력 변환기에서 극저온 장치로 가는 케이블)은 0.1 mΩ의 값을 가지며, 이는 거의 39시간의 회로 시정수를 초래한다. 이는 CERN의 모든 회로 중 가장 긴 시정수이다. 3.8 T의 작동 전류는 18,160 A이며, 저장 에너지는 2.3 GJ이다.
큰 자석의 역할은 LHC의 고에너지 충돌에서 나오는 입자의 경로를 휘게 하는 것이다. 입자의 운동량이 클수록 자기장에 의해 경로가 덜 휘어지므로, 그 경로를 추적하면 운동량을 측정할 수 있다. CMS는 가능한 가장 강한 자석을 가지는 것을 목표로 시작했는데, 이는 더 강한 자기장이 경로를 더 많이 휘게 하고, 트래커와 뮤온 검출기에서 고정밀 위치 측정과 결합하여 고에너지 입자의 운동량까지도 정확하게 측정할 수 있게 해주기 때문이다.
트래커와 열량계 검출기(ECAL 및 HCAL)는 자석 코일 내부에 꼭 맞게 들어가며, 뮤온 검출기는 자석 코일을 둘러싸고 자기장을 포함하고 안내하는 12면 철 구조물과 번갈아 배열되어 있다. 세 개의 층으로 이루어진 이 "되돌이 요크"는 지름이 14미터에 달하며, 뮤온과 중성미자와 같이 약하게 상호작용하는 입자만 통과시키는 필터 역할도 한다. 이 거대한 자석은 또한 실험의 구조적 지지대의 대부분을 제공하며, 자체 자기장의 힘을 견디기 위해 매우 강력해야 한다.

### 층 5 – 뮤온 검출기와 되돌이 요크
"압축 뮤온 솔레노이드"라는 이름이 암시하듯이, 뮤온을 감지하는 것은 CMS의 가장 중요한 임무 중 하나이다. 뮤온은 전자나 양전자와 같은 전하를 띤 입자이지만, 질량은 200배 더 크다. 이들은 많은 잠재적인 새 입자의 붕괴에서 생성될 것으로 예상된다. 예를 들어, 힉스 보손의 가장 명확한 "서명" 중 하나는 네 개의 뮤온으로의 붕괴이다.
뮤온은 대부분의 입자와 달리 상당한 양의 에너지를 축적하지 않고도 수 미터의 철을 통과할 수 있기 때문에 CMS의 어떤 열량계에도 멈추지 않는다. 따라서 뮤온을 감지하는 챔버는 실험의 가장자리에 배치되며, 이 곳에서는 뮤온만이 신호를 등록할 가능성이 있는 유일한 입자이다.
뮤온을 식별하고 운동량을 측정하기 위해 CMS는 세 가지 유형의 검출기를 사용한다: 드리프트 튜브(DT), 음극 스트립 챔버(CSC), 저항판 챔버(RPC), 그리고 가스 전자 증배기(GEM). DT는 중앙 배럴 영역에서 정밀한 궤적 측정에 사용되며, CSC는 최종 캡에 사용된다. RPC는 뮤온이 뮤온 검출기를 통과할 때 빠른 신호를 제공하며, 배럴과 최종 캡 모두에 설치된다.
드리프트 튜브(DT) 시스템은 검출기의 배럴 부분에서 뮤온 위치를 측정한다. 각 4cm 너비의 튜브는 가스 부피 안에 늘어진 와이어를 포함한다. 뮤온이나 다른 하전 입자가 부피를 통과하면 가스 원자에서 전자를 튕겨낸다. 이 전자들은 전기장을 따라 양전하를 띤 와이어로 이동한다. 전자가 와이어를 따라 어디에 충돌하는지(다이어그램에서는 와이어가 페이지 안으로 들어가는 방향)를 등록하고, 뮤온의 와이어로부터의 원래 거리(여기서는 수평 거리로 표시되며 튜브 내 전자 속도에 소요 시간을 곱하여 계산됨)를 계산함으로써 DT는 뮤온 위치에 대한 두 개의 좌표를 제공한다. 각 DT 챔버는 평균 2m x 2.5m 크기로, 12개의 알루미늄 층으로 구성되며, 각각 4개씩 세 그룹으로 배열되어 최대 60개의 튜브를 포함한다. 중간 그룹은 빔과 평행한 방향의 좌표를 측정하고, 두 바깥 그룹은 수직 좌표를 측정한다.
음극 스트립 챔버(CSC)는 자기장이 불균일하고 입자율이 높은 최종 디스크에서 사용된다. CSC는 가스 부피 내에 양전하를 띤 "양극" 와이어 배열과 음전하를 띤 구리 "음극" 스트립으로 구성된다. 뮤온이 통과하면 가스 원자에서 전자를 튕겨내고, 이 전자들은 양극 와이어로 몰려들어 전자 눈사태를 일으킨다. 양이온은 와이어에서 멀어져 구리 음극으로 이동하며, 와이어 방향에 수직인 스트립에도 전하 펄스를 유도한다. 스트립과 와이어가 수직이므로, 각 통과 입자에 대해 두 개의 위치 좌표를 얻는다. 정밀한 공간 및 시간 정보를 제공하는 것 외에도, 촘촘히 배치된 와이어는 CSC를 트리거에 적합한 빠른 검출기로 만든다. 각 CSC 모듈은 6개의 층을 포함하여 뮤온을 정확하게 식별하고 트래커의 궤적과 일치시킬 수 있다.
저항판 챔버(RPC)는 DT와 CSC와 병행하여 뮤온 트리거 시스템을 제공하는 빠른 기체 검출기이다. RPC는 두 개의 평행한 판, 즉 양전하를 띤 양극과 음전하를 띤 음극으로 구성되며, 둘 다 매우 높은 저항성 플라스틱 재료로 만들어졌고 가스 부피로 분리되어 있다. 뮤온이 챔버를 통과할 때 가스 원자에서 전자가 튕겨져 나온다. 이 전자들은 차례로 다른 원자를 충돌시켜 전자 눈사태를 일으킨다. 전극은 신호(전자)에 대해 투명하며, 대신 작지만 정밀한 시간 지연 후에 외부 금속 스트립에 의해 포착된다. 충돌 스트립의 패턴은 뮤온 운동량의 빠른 측정을 제공하며, 이는 트리거에 의해 데이터 보존 여부를 즉시 결정하는 데 사용된다. RPC는 우수한 공간 해상도와 1 나노초(10억 분의 1초)의 시간 해상도를 결합한다.
가스 전자 증배기(GEM) 검출기는 CMS의 새로운 뮤온 시스템으로, 최종 단의 기존 시스템을 보완하기 위한 것이다. 전방 영역은 CMS에서 대량의 방사선량과 높은 사건 발생률에 가장 큰 영향을 받는 부분이다. GEM 챔버는 추가적인 중복성과 측정 지점을 제공하여 더 나은 뮤온 궤적 식별과 매우 전방 영역에서 더 넓은 적용 범위를 가능하게 한다. CMS GEM 검출기는 세 층으로 구성되며, 각 층은 50 μm 두께의 구리 클래드 폴리이미드 포일이다. 이 챔버는 Ar/CO2 가스 혼합물로 채워져 있으며, 여기서 입사 뮤온으로 인한 1차 이온화가 발생하여 전자 눈사태를 일으켜 증폭된 신호를 제공한다.

## 데이터 수집 및 정렬

### 패턴 인식
CMS에서 발견된 새로운 입자는 일반적으로 불안정하며, 빠르게 더 가볍고 안정적이며 더 잘 이해되는 입자의 연쇄로 변환된다. CMS를 통과하는 입자들은 다른 층에 특성적인 패턴, 즉 "서명"을 남겨 식별될 수 있다. 그런 다음 새로운 입자의 존재(또는 부재)를 추론할 수 있다.

### 트리거 시스템
힉스 보손과 같은 희귀 입자를 생성할 가능성을 높이려면 매우 많은 수의 충돌이 필요하다. 검출기 내 대부분의 충돌 사건은 "부드러운" 충돌이며 흥미로운 효과를 생성하지 않는다. 각 교차에서 발생하는 원시 데이터의 양은 약 1 메가바이트이며, 40 MHz의 교차 속도에서는 초당 40 테라바이트의 데이터가 발생한다. 이는 실험에서 저장하거나 제대로 처리할 수 없는 양이다. 전체 트리거 시스템은 흥미로운 사건의 발생률을 관리 가능한 초당 1,000건으로 줄인다.
이를 위해 일련의 "트리거" 단계가 사용된다. 각 교차에서 발생하는 모든 데이터는 검출기 내 버퍼에 보관되며, 소량의 핵심 정보는 고에너지 제트, 뮤온 또는 누락된 에너지와 같은 흥미로운 특징을 식별하기 위한 빠르고 근사적인 계산을 수행하는 데 사용된다. 이 "레벨 1" 계산은 약 1 μs 내에 완료되며, 사건 발생률은 약 1,000배 감소하여 50 kHz가 된다. 이 모든 계산은 재프로그래밍 가능한 FPGA를 사용하는 빠르고 맞춤형 하드웨어에서 수행된다.
레벨 1 트리거에 의해 이벤트가 통과되면 검출기에 버퍼링된 모든 데이터는 광섬유 링크를 통해 "고레벨" 트리거로 전송된다. 고레벨 트리거는 일반 컴퓨터 서버에서 실행되는 소프트웨어(주로 C++로 작성됨)이다. 고레벨 트리거의 낮은 이벤트 발생률은 레벨 1 트리거보다 훨씬 더 상세한 이벤트 분석을 수행할 시간을 제공한다. 고레벨 트리거는 이벤트 발생률을 추가로 100배 줄여 초당 1,000개 이벤트로 만든다. 이들은 나중에 분석하기 위해 테이프에 저장된다.

### 데이터 분석
트리거 단계를 통과하여 테이프에 저장된 데이터는 그리드를 사용하여 전 세계의 추가 사이트로 복사되어 쉽게 액세스하고 중복성을 확보할 수 있다. 그런 다음 물리학자들은 그리드를 사용하여 데이터에 액세스하고 분석을 실행할 수 있다.
CMS에서 수행되는 분석은 다음과 같이 매우 다양하다:
- 표준 모형 입자의 정밀 측정 수행: 이는 이러한 입자에 대한 지식을 심화하고 협력이 검출기를 교정하고 다양한 구성 요소의 성능을 측정할 수 있도록 한다.
- 대량의 누락된 횡단 에너지를 가진 사건 탐색: 이는 검출기를 통과했지만 흔적을 남기지 않은 입자의 존재를 의미한다. 표준 모형에서 중성미자만이 검출되지 않고 검출기를 통과하지만, 표준 모형을 넘어서는 물리학 이론의 광범위한 범위에는 누락된 횡단 에너지를 초래할 새로운 입자가 포함된다.
- 부모 입자의 붕괴로 생성된 입자 쌍의 운동학 연구: 예를 들어 Z 보손이 한 쌍의 전자로 붕괴하거나 힉스 보손이 한 쌍의 타우 렙톤 또는 광자로 붕괴하는 경우, 부모 입자의 다양한 특성 및 질량을 결정한다.
- 입자 제트 분석: 충돌한 양성자 내 파톤(쿼크 및 글루온)이 상호작용한 방식을 연구하거나, 강입자 최종 상태로 나타나는 새로운 물리학의 증거를 탐색한다.
- 높은 입자 다중도 최종 상태 탐색(많은 새로운 물리학 이론에서 예측됨): 공통적인 표준 모형 입자 붕괴는 매우 드물게 많은 수의 입자를 포함하며, 그러한 과정은 잘 이해되어 있기 때문에 중요한 전략이다.

## 주요 사건
| 1998년           | CMS 지상 건물 건설 시작. |
| 2000년           | LEP 폐쇄, 동굴 건설 시작. |
| 2004년           | 동굴 완공. |
| 2008년 9월 10일  | CMS의 첫 번째 빔. |
| 2009년 11월 23일 | CMS의 첫 번째 충돌. |
| 2010년 3월 30일  | CMS의 첫 번째 7 TeV 양성자-양성자 충돌. |
| 2010년 11월 7일  | CMS의 첫 번째 납 이온 충돌. |
| 2012년 4월 5일   | CMS의 첫 번째 8 TeV 양성자-양성자 충돌. |
| 2012년 4월 29일  | 여기서 생성된 첫 번째 새로운 입자, 즉 들뜬 중성 Xi-b 바리온의 2011년 발견 발표. |
| 2012년 7월 4일   | 대변인 조 인칸델라 (UC 산타바바라)는 세미나와 웹캐스트에서 약 125 GeV의 입자에 대한 증거를 발표했다. 이는 "힉스 보손과 일치한다"는 것이다. 다음 해의 추가 업데이트는 새로 발견된 입자가 힉스 보손임을 확인했다. |
| 2013년 2월 16일  | LHC 'Run 1' (2009–2013) 종료. |
| 2015년 6월 3일   | 충돌 에너지 13 TeV로 증가한 LHC 'Run 2' 시작. |
| 2018년 8월 28일  | 힉스 보손이 바닥 쿼크 쌍으로 붕괴하는 현상 관측. |
| 2018년 12월 3일  | LHC 'Run 2' 종료 및 Long Shutdown 2 시작. |
| 2021년 3월 3일   | CERN Long Shutdown 2 종료. |
| 2022년 3월-4월   | 충돌 에너지 13.6 TeV로 증가한 LHC 'Run 3' 시작. |
| 2024년 11월 25일 | 2024년 가동 종료 예정. |
| 2025년           | Long Shutdown 3 및 HL-LHC 설치 시작 예정. |
| 2028년           | Long Shutdown 3 종료 및 'Run 4' 시작 예정. |

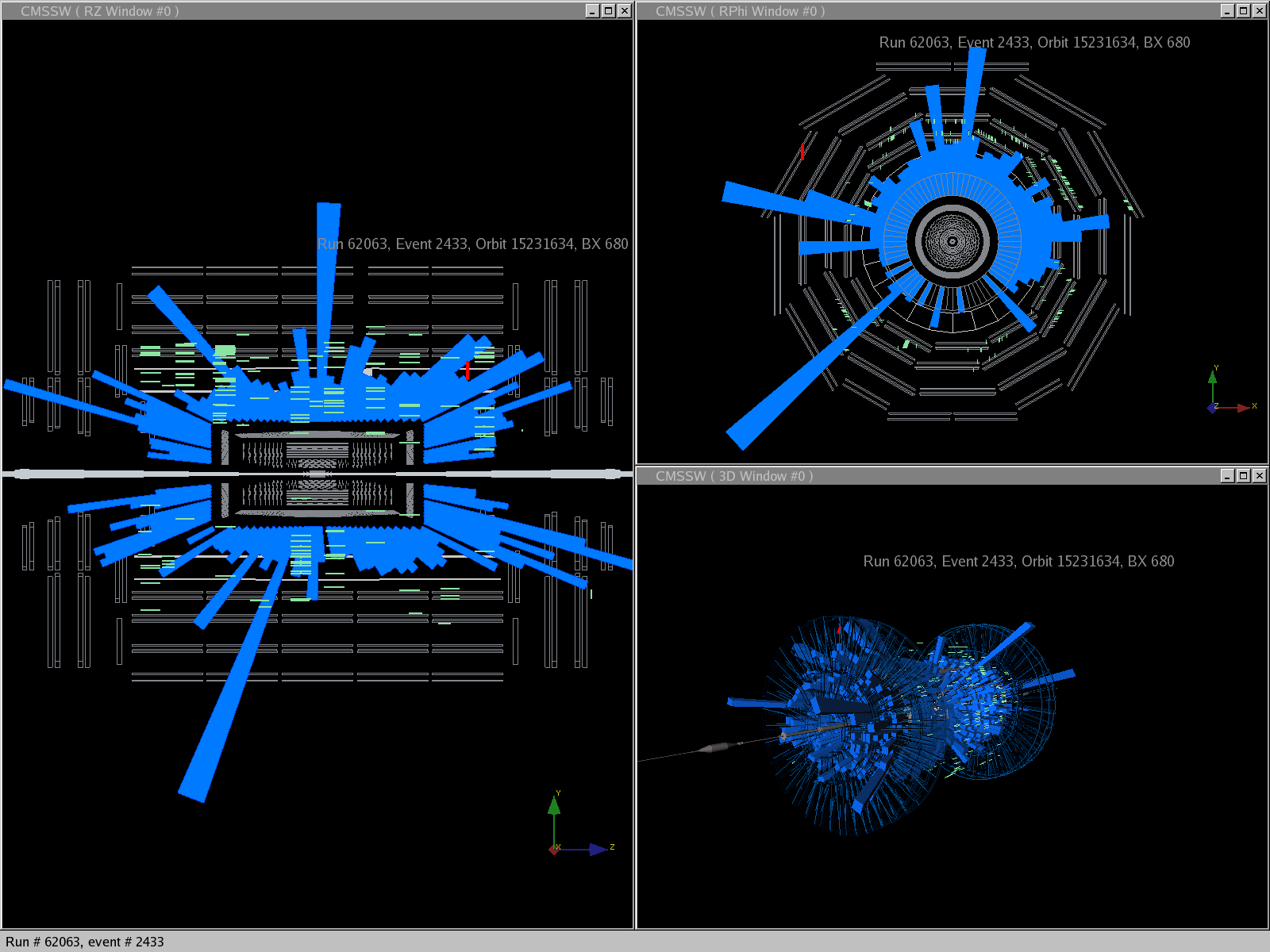
2008년 9월 첫 번째 빔 방사일에 CMS 바로 위 텅스텐 블록을 타격하는 양성자의 컴퓨터 생성 이벤트 디스플레이

## 어원
압축 뮤온 솔레노이드(Compact Muon Solenoid)라는 용어는 검출기의 상대적으로 압축된 크기, 뮤온을 감지한다는 사실, 그리고 검출기에 솔레노이드가 사용된다는 점에서 유래했다. "CMS"는 또한 입자 물리학의 중요한 개념인 질량 중심계를 참조한다.

## 같이 보기
- 대형 강입자 충돌기 실험 목록

## 내용주
1. ↑  “Archived copy” (PDF). 2014년 10월 18일에 원본 문서 (PDF)에서 보존된 문서. 2014년 10월 18일에 확인함.
2. ↑  “CMS Collaboration - CMS Experiment”. 《cms.cern》. 2020년 1월 28일에 확인함.
3. ↑  Biever, C. (2012년 7월 6일). “It's a boson! But we need to know if it's the Higgs”. 《뉴 사이언티스트》. 2013년 1월 9일에 확인함. 'As a layman, I would say, I think we have it,' said Rolf-Dieter Heuer, director general of CERN at Wednesday's seminar announcing the results of the search for the Higgs boson. But when pressed by journalists afterwards on what exactly 'it' was, things got more complicated. 'We have discovered a boson – now we have to find out what boson it is'
Q: 'If we don't know the new particle is a Higgs, what do we know about it?' We know it is some kind of boson, says Vivek Sharma of CMS [...]
Q: 'are the CERN scientists just being too cautious? What would be enough evidence to call it a Higgs boson?' As there could be many different kinds of Higgs bosons, there's no straight answer.
[emphasis in original]
4. ↑  
Siegfried, T. (2012년 7월 20일). “Higgs Hysteria”. 《Science News》. 2012년 12월 9일에 확인함. In terms usually reserved for athletic achievements, news reports described the finding as a monumental milestone in the history of science.
5. ↑  
Del Rosso, A. (2012년 11월 19일). “Higgs: The beginning of the exploration”. 《CERN Bulletin》. 2013년 1월 9일에 확인함. Even in the most specialized circles, the new particle discovered in July is not yet being called the "Higgs boson". Physicists still hesitate to call it that before they have determined that its properties fit with those the Higgs theory predicts the Higgs boson has.
6. ↑  O'Luanaigh, C. (2013년 3월 14일). “New results indicate that new particle is a Higgs boson”. CERN. 2013년 10월 9일에 확인함.
7. ↑  “CMS Welcomes New Management for 2024-2026 | CMS Experiment”. 《cms.cern》. 2025년 6월 24일에 확인함.
8. ↑  “The Higgs Boson”. 《CERN: Accelerating Science》. CERN. 2015년 6월 11일에 확인함.
9. ↑  Acosta, Darin (2006). 《CMS Physics: Technical Design Report Volume 1: Detector Performance and Software》. Technical design report. CMS. ISBN 9789290832683.
10. ↑  “Tracker detector - CMS Experiment”. 《cms.web.cern.ch》. 2017년 12월 20일에 확인함.
11. ↑  Weber, Hannsjorg (2016). 〈The phase-1 upgrade of the CMS pixel detector〉. 《2016 IEEE Nuclear Science Symposium, Medical Imaging Conference and Room-Temperature Semiconductor Detector Workshop (NSS/MIC/RTSD)》. 1–4쪽. doi:10.1109/NSSMIC.2016.8069719. ISBN 978-1-5090-1642-6. OSTI 1475062. S2CID 22786095.
12. ↑  CMS installs the world's largest silicon detector, CERN Courier, Feb 15, 2008
13. ↑  “Using Russian navy shells - CMS Experiment”. 《cms.web.cern.ch》. 2017년 12월 20일에 확인함.
14. ↑  Precise mapping of the magnetic field in the CMS barrel yoke using cosmic rays
15. ↑  “Detector”. 《cms.cern》. 2021년 2월 19일에 원본 문서에서 보존된 문서. 2021년 6월 20일에 확인함.
16. ↑  “First lead-ion collisions in the LHC”. CERN. 2010. 2014년 3월 14일에 확인함.
17. ↑  “New world record - first pp collisions at 8 TeV”. CERN. 2012. 2014년 3월 14일에 확인함.
18. ↑  “ATLAS and CMS experiments shed light on Higgs properties”. CERN. 2015. 2018년 9월 13일에 확인함. ...the decay of the Higgs boson to tau particles is now observed with more than 5 sigma significance...
19. ↑  “LHC report: Run 1 - the final flurry”. CERN. 2013. 2014년 3월 14일에 확인함.
20. ↑  “LHC experiments back in business at record energy”. CERN. 2015. 2018년 9월 13일에 확인함.
21. ↑  “LHC Schedule 2018” (PDF). CERN. 2018. 2018년 9월 13일에 확인함.
22. ↑  “Long-sought decay of Higgs boson observed”. CERN. 2018. 2018년 9월 13일에 확인함.
23. ↑  “MASTER SCHEDULE OF THE LONG SHUTDOWN 2 (2019-2020)” (PDF). CERN. 2018. 2018년 9월 13일에 확인함.
24. 1 2  “Accelerator Report: The LHC is well ahead of schedule”. 《CERN》 (영어). 2024년 7월 18일. 2024년 7월 24일에 확인함.
25. 1 2  “LS3 schedule change | High Luminosity LHC Project”. 《hilumilhc.web.cern.ch》 (영어). 2024년 7월 24일에 확인함.
26. ↑  Aczel, Ammir D. "Present at the Creation: Discovering the Higgs Boson". Random House, 2012